# Megaphorus martinorum
Megaphorus martinorum là một loài ruồi trong họ Asilidae. Megaphorus martinorum được Cole miêu tả năm 1964. Loài này phân bố ở vùng Tân Bắc giới.